# زلبیو
زلبیو (به ایتالیایی: Zelbio) یک کومونه در ایتالیا است که در استان کومو واقع شده‌است.

## خصوصیات
زلبیو ۴٫۷ کیلومترمربع مساحت و ۲۰۶ نفر جمعیت دارد.